# Provincia di Bubanza
La provincia di Bubanza è una delle 18 province del Burundi, situato nella parte nord-occidentale del paese con 338 023 abitanti (censimento 2008)

## Geografia antropica
La provincia è suddivisa in 5 comuni a loro volta suddivisi in colline:
I comuni sono suddivisi in zone, e le zone sono suddivisi in colline. Funziona così in tutte le provincie tranne Maire de Bujumbura (Capitale economica) dove non si dice colline ma quartier (quartiere in italiano)

### Comuni
- Bubanza
- Gihanga
- Musigati
- Mpanda
- Rugazi

### Località
| Città               | Latitudine     | Longitudine       | Altitudine   | Abitanti        |
| ------------------- | -------------- | ----------------- | ------------ | --------------- |
| Bamba               | lat 2° 59' 21S | long 29° 24' 52E  | quota 1532 m | abitanti -      |
| Bihembe             | lat 3° 3' 26S  | long 29° 18' 47E  | quota 1382 m | abitanti -      |
| Bubanza             | lat 3° 4' 60S  | long 29° 23' 40E  | quota 1200 m | abitanti 78.135 |
| Buramata (Bulameta) | lat 3° 9' 5S   | long 29° 20' 50E  | quota 920 m  | abitanti -      |
| Butanuka            | lat 3° 8' 55S  | long 29° 26' 5E   | quota 1168 m | abitanti -      |
| Butega              | lat 2° 57' 43S | long 29° 23' 37E  | quota 1443 m | abitanti -      |
| Buvyuko             | lat 3° 5' 49S  | long 29° 19' 55E  | quota 987 m  | abitanti -      |
| Cabire              | lat 3° 5' 16S  | long 29° 21' 3E   | quota 1053 m | abitanti -      |
| Gahinasazi          | lat 2° 57' 43S | long 29° 27' 8E   | quota 1883 m | abitanti -      |
| Gahise              | lat 3° 3' 54S  | long 29° 26' 49E  | quota 1403 m | abitanti -      |
| Gashashara          | lat 3° 11' 3S  | long 29° 30' 59E  | quota 1861 m | abitanti -      |
| Gihanga (Kihanga)   | lat 3° 11' 41S | long 29° 17' 43E  | quota 814 m  | abitanti 41.728 |
| Gihungwe            | lat 3° 8' 60S  | long 29° 15' 0E   | quota 763 m  | abitanti -      |
| Gitabi              | lat 3° 12' 25S | long 29° 28' 18E  | quota 1483 m | abitanti -      |
| Kabuyekere          | lat 3° 3' 31S  | long 29° 26' 46E  | quota 1414 m | abitanti -      |
| Kabwitika           | lat 3° 3' 35S  | long 29° 22' 37E  | quota 1207 m | abitanti -      |
| Kagwena             | lat 3° 7' 37S  | long 29° 15' 30E  | quota 807 m  | abitanti -      |
| Karonge             | lat 3° 2' 43S  | long 29° 20' 1E   | quota 1226 m | abitanti -      |
| Karonge             | lat 3° 13' 46S | long 29° 26' 60E  | quota 1334 m | abitanti -      |
| Kigandu             | lat 3° 3' 1S   | long 29° 29' 5E   | quota 2096 m | abitanti 37.560 |
| Kigwati             | lat 3° 12' 25S | long 29° 22' 23E  | quota 852 m  | abitanti -      |
| Kinama              | lat 3° 11' 48S | long 29° 31' 6E   | quota 1863 m | abitanti -      |
| Kinyasheshe         | lat 3° 11' 52S | long 29° 30' 14E  | quota 1714 m | abitanti -      |
| Kivyihusha          | lat 3° 7' 45S  | long 29° 24' 43E  | quota 949 m  | abitanti -      |
| Kuwintaba           | lat 3° 7' 9S   | long 29° 25' 55E  | quota 1077 m | abitanti -      |
| Kwirarire           | lat 3° 9' 48S  | long 29° 30' 46E  | quota 1786 m | abitanti -      |
| Masama              | lat 3° 12' 15S | long 29° 27' 36E  | quota 1368 m | abitanti -      |
| Miheto              | lat 3° 13' 42S | long 29° 27' 55E  | quota 1476 m | abitanti -      |
| Mitakataka          | lat 3° 8' 10S  | long 29° 21' 55E  | quota 925 m  | abitanti -      |
| Mpanda              | lat 3° 12' 45S | long 29° 21' 20E  | quota 816 m  | abitanti -      |
| Mpanda              | lat 3° 10' 15S | long 29° 24' 15E  | quota 957 m  | abitanti 42.717 |
| Mubungere           | lat 3° 13' 27S | long 29° 26' 2E   | quota 1148 m | abitanti -      |
| Mukindu             | lat 3° 9' 31S  | long 29° 15' 27E  | quota 776 m  | abitanti -      |
| Mukugu              | lat 3° 0' 0S   | long 29° 28' 0E   | quota 1580 m | abitanti -      |
| Murira              | lat 3° 10' 50S | long 29° 20' 30E  | quota 854 m  | abitanti -      |
| Musenyi             | lat 3° 11' 30S | long 29° 24' 20E  | quota 935 m  | abitanti -      |
| Musigati            | lat 3° 4' 21S  | long 29° 26' 57E  | quota 1400 m | abitanti 75.347 |
| Muyange             | lat 3° 7' 52S  | long ) 29° 20' 5E | quota 905 m  | abitanti -      |
| Muyebe              | lat 3° 8' 15S  | long 29° 29' 10E  | quota 1522 m | abitanti -      |
| Muzinda             | lat 3° 15' 50S | long 29° 25' 15E  | quota 871 m  | abitanti -      |
| Muzinda             | lat 3° 14' 41S | long 29° 26' 15E  | quota 1262 m | abitanti -      |
| Ndava               | lat 3° 6' 39S  | long 29° 30' 30E  | quota 1845 m | abitanti -      |
| Ngonyi (Ngonie)     | lat 3° 5' 50S  | long 29° 26' 26E  | quota 1218 m | abitanti -      |
| Ninga               | lat 3° 14' 20S | long 29° 18' 50E  | quota 769 m  | abitanti -      |
| Ntamba              | lat 2° 58' 60S | long 29° 26' 15E  | quota 1564 m | abitanti -      |
| Nyabugoye           | lat 3° 8' 11S  | long 29° 23' 39E  | quota 914 m  | abitanti -      |
| Nyamivo             | lat 3° 14' 25S | long 29° 27' 33E  | quota 1369 m | abitanti -      |
| Nyarusagare         | lat 3° 1' 38S  | long 29° 22' 56E  | quota 1260 m | abitanti -      |
| Nyeshanga           | lat 3° 12' 20S | long 29° 19' 10E  | quota 819 m  | abitanti -      |
| Nyunzwe             | lat 3° 12' 35S | long 29° 24' 28E  | quota 926 m  | abitanti -      |
| Rambwe              | lat 3° 9' 39S  | long 29° 23' 25E  | quota 898 m  | abitanti -      |
| Rugazi              | lat -          | long -            | quota - m    | abitanti 51.133 |
| Rushakashaka        | lat 3° 7' 33S  | long 29° 18' 18E  | quota 903 m  | abitanti -      |
| Titi                | lat 3° 4' 56S  | long 29° 26' 1E   | quota 1238 m | abitanti -      |